# Åkær (Viborg Kommune)
Åkær (früher Aakjær) ist eine Streusiedlung bei Fly in der dänischen Region Midtjylland. Sie liegt 28 km westlich von Viborg und gehört seit 2007 zur Viborg Kommune.
Es war 1866 der Geburtsort des dänischen Schriftstellers Jeppe Jensen, der 1906 seinen Namen zu Jeppe Aakjær änderte.
Der Ortsname Åk(j)ær setzt sich zusammen aus kær (Sumpfland, Tümpel) und å (Au), bezogen auf die Karup Å, die in nördliche Richtung zum Limfjord fließt.